# Electrophaes degenerata
Electrophaes degenerata là một loài bướm đêm trong họ Geometridae.